# Craterul Gusev (Marte)
Gusev este un crater situat pe planeta Marte, sub coordonatele 14.5°S, 175.4°E, are un diametru de 170 km. A fost denumit în cinstea astronomului rus, Matvei Gusev în 1976. Între anii 2004 - 2010 craterul a fost cercetat de către Vehiculul spațial Spirit. 
În interiorul craterului, la sud de centrul său, există o creastă mică, una dintre care poartă numele Dealul Husband.

## Descriere
Craterul Gusev sa format, acum, probabil, 3 - 4 miliarde de ani. Se crede că el a fost odată umplut cu apă (eventual apă și gheață) care curgea prin sistemul de canale, observate în Ma'adim Vallis. Probabil, craterul este umplut cu un sediment cu o grosime de peste 900 de metri. Un număr de oameni de știință cred că zona în care valea Ma'adim intră în craterul Gusev, amintește unele delte de pe Terra. Mai mult decât atât, acest tip de deltă se formează în cel puțin peste zeci de mii de ani. Prin urmare, apa prin Valea Ma'adim putea să curgă pentru o perioadă destul de lungă. Aceasta ar putea rezulta dintr-un lac mare, care, după cum arată imaginile de pe orbită, ar fi existat în valea superioară a Ma'adim Vallis. 
În ianuarie 2004, la suprafața craterului a aterizat roverul Spirit. Gusev a fost ales pentru studiere, deoarece aici probabil a existat un lac, odată. În plus, prezența numeroaselor cratere mici permitea studierea structurii interne a rocii sedimentare. 
Spirit a găsit unele substanțe, a căror compoziție chimică indică la expunerea pe termen lung a apei. Cu toate acestea, unii cercetători cred că aceste materiale ar putea fi format în orice alt mod, și nu cred că apa lichidă ar putea exista pe Marte în termen de perioade geologice semnificative de timp. Spirit a luat, de asemenea, o imagine a "diavolilor de praf" - tornadă, urme a căror sunt vizibile și de pe orbită. 

Diavol de praf fotografiat de Vehiculul spațial Spirit în crterul Gusev